# Ethiopian Coffee SC
L'Ethiopian Coffee Sport Club, també conegut com a Ethio-Bunna, és un club etíop de futbol de la ciutat d'Addis Abeba.

## Història
El club nasqué l'any 1975 amb el nom Yebuna Negat. El 1983 canvià el nom per Ethiopian Coffee Sports Club, en ser adquirit per la National Coffee Trading Corporation, una empresa governamental. L'any 1995 fou reestructurat.

## Palmarès
- Lliga etíop de futbol: [3]
  - 1997, 2011

- Copa etíop de futbol: [4]
  - 1988, 1998, 2000, 2003, 2008, 2024

- Supercopa etíop de futbol: [5]
  - 1997, 2000, 2008, 2010

- Copa Ciutat d'Addis Ababa: [4]
  - 2004, 2012, 2018

- Ethiopian Run-Away League: 
  - 2007